# Kamuflaż wz. 93 „Pantera”

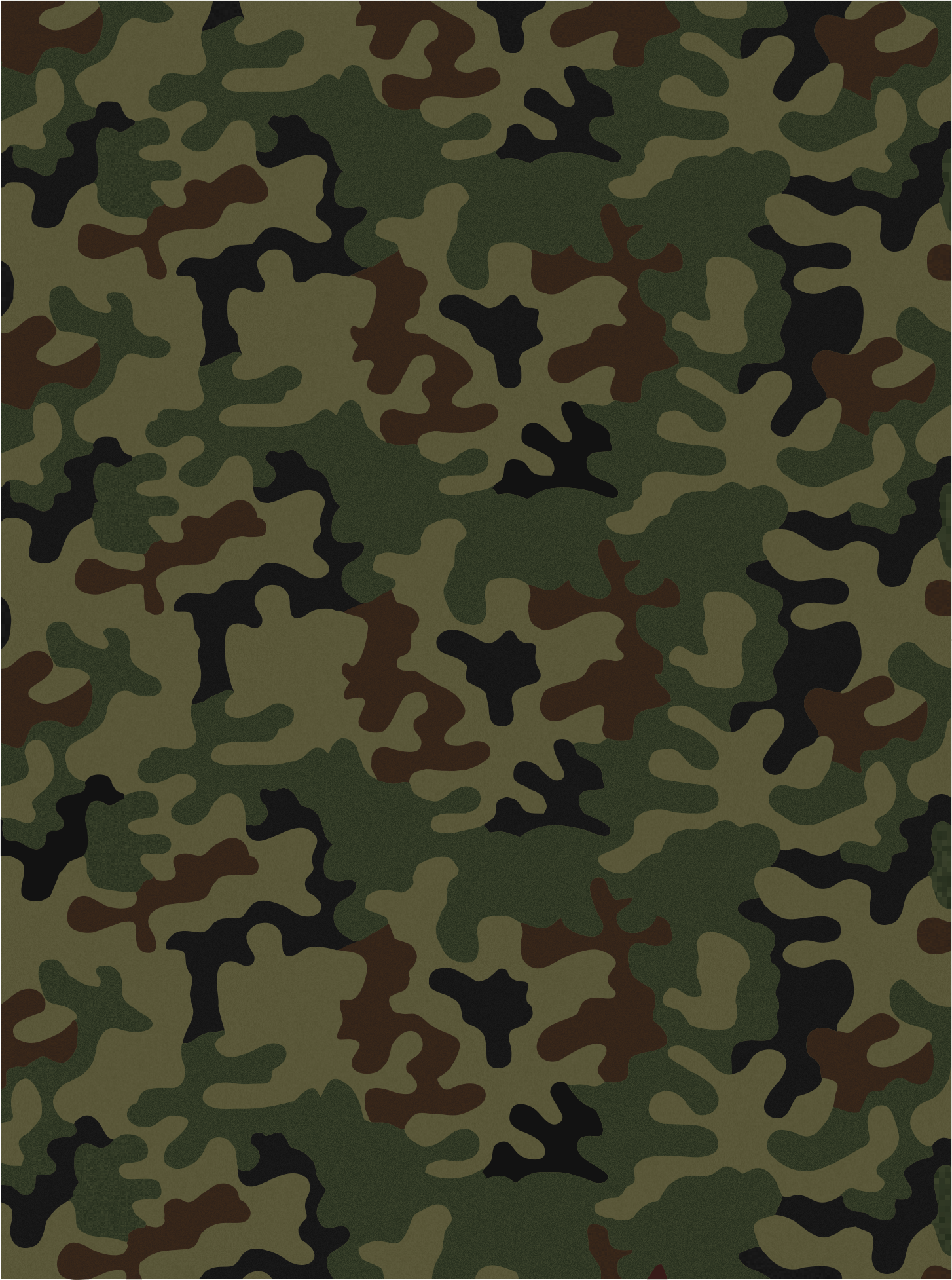
Kamuflaż „Pantera”

Kamuflaż „Pantera” – etatowy kamuflaż Wojska Polskiego. Następca kamuflażu „Puma” wprowadzony do użytku w 1993 roku. Inne niż u poprzednika kolory plam powodują większy kontrast co poprawia skuteczność maskowania.
Kamuflaż wz. 93 był pierwszym wzorem maskującym opracowanym w Polsce po roku 1990. Jego schemat inspirowany był eksperymentalnym wzorem maskującym z przełomu lat. 60. i 70.. Kamuflaż wz. 93 opracowany został przez jednego z oficerów JW GROM i pierwotnie przeznaczony był właśnie dla tej jednostki. W połowie lat 90. został przyjęty w całych Siłach Zbrojnych RP po tym, jak prezydent Lech Wałęsa kilkukrotnie podczas ćwiczeń wojskowych wystąpił w mundurze polowym GROM-u.
Kamuflaż przeznaczono do użytku w Wojsku Polskim, a także w formacjach uzbrojonych podległych Ministrowi Spraw Wewnętrznych – Straży Granicznej, Nadwiślańskich Jednostkach Wojskowych MSW oraz Biurze Ochrony Rządu. 

## Cechy charakterystyczne
Wzór maskujący wz. 93 składa się z plam w kolorze ciemnozielonym, brązowym i czarnym nadrukowanych na oliwkowozielonym tle. 
Charakterystyczna dla mundurów produkowanych w latach 90. jest nieregularność nadruku (nieprzyleganie plam) oraz jego przebijanie na stronę niezadrukowaną. W latach 2000–2003 nadruk produkowany był przez różne firmy odzieżowe, co zaowocowało różnorodnością odcieni. 
Od 2004 roku odcień kamuflażu stał się bardziej jednolity, prawdopodobnie przez to, że produkcją i barwieniem tkanin zajęła się jedna firma – Fasty Andropol z Białegostoku. 

## Zastosowanie
„Pantera” swój chrzest bojowy przeszła podczas misji UNPROFOR.
W kamuflażu tym produkowano mundury polowe wz. 123/MON, 124/MON, 127/MON, 127A/MON i 124Z/MON, a także kurtki polowe wz 130/MON. Obecnie wzór maskujący wz. 93 używany jest na mundurach polowych wz. 2010 (123UP/MON, 123UL/MON, 123SP/MON) oraz ubraniach ochronnych wz. 128/MON. 
Wzór ten stosuje się także przy produkcji nakryć głowy (czapek, kapeluszy, furażerek) oraz elementów wyposażenia wojskowego (kamizelki taktyczne, torby, zasobniki, pokrowce na kamizelki kuloodporne itp.). 

## Pantera pustynna

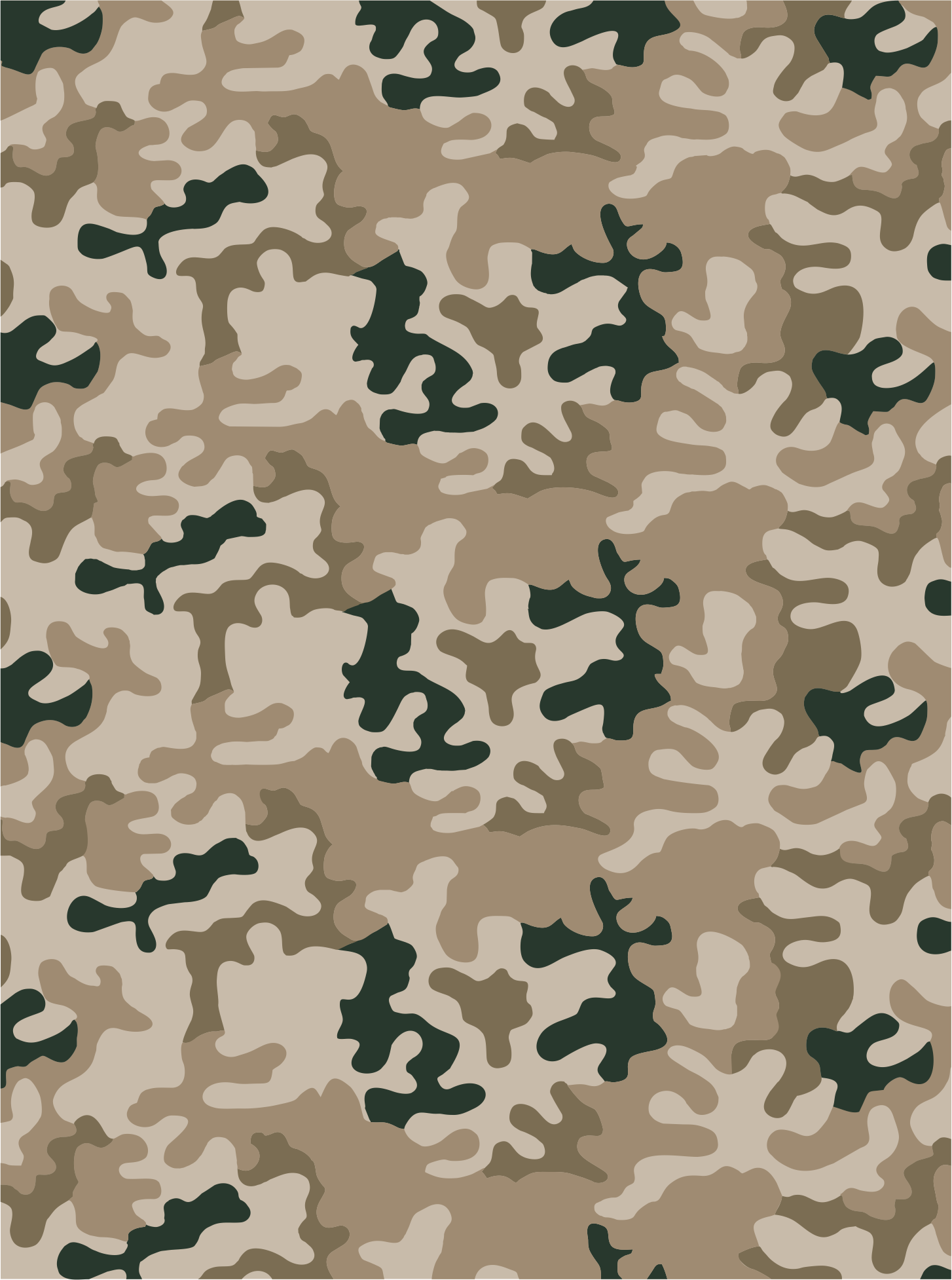
Kamuflaż „Pantera pustynna”

Zaangażowanie Sił Zbrojnych RP w działania na terenach pustynnych wymusiło konieczność stworzenia wzoru maskującego odpowiadającego warunkom panującym na pustyniach. Z tego też powodu w 2002 roku wprowadzono wersję kolorystyczną kamuflażu nazwaną „pantera pustynna”.
Schemat tego wzoru jest identyczny ze standardowym, jednakże o zmienionej kolorystyce, dostosowanej do warunków pustynnych. W kamuflażu tym produkowano mundury polowe wz. 124/MON i wz. 124PI/MON. Obecnie w kamuflażu tym produkuje się pustynną wersję munduru wz. 2010 (wz. 123UT/MON) oraz elementy wyposażenia wojskowego.  

## Użytkownicy
- Polska – wprowadzony w 1993 roku.
- Ukraina – bliżej nieznana liczba wyposażenia i umundurowania w kamuflażu wz. 93 została przekazana w 2014 roku oraz podczas rosyjskiej agresji na Ukrainę w 2022[6][7].